# Чемпіонат світу з легкої атлетики серед юніорів 2014

Чемпіонат світу з легкої атлетики серед юніорів 2014 був проведений 22-27 липня в Юджині на стадіоні «Гейворд-Філд».
Рішення про проведення чемпіонату в Юджині було прийнято Радою ІААФ у листопаді 2011.
За регламентом, право на участь у змаганнях мали атлети та атлетки 1995—1998 років народження, які виконали у встановлений період визначені кваліфікаційні нормативи.

## Призери

### Юніори
| Дисципліни                     | Золото | Золото        | Срібло                                                      | Срібло         | Бронза                                                                                                   | Бронза         |
| ------------------------------ | --- | ------------- | ----------------------------------------------------------- | -------------- | --- | -------------- |
| 100 метрів                     | Кендал Вільямс США                                                                                             | 10,21 PB      | Трейвон Бромелл США                                         | 10,28          | Кірю Йосіхіде Японія                                                                                     | 10,34          |
| 200 метрів                     | Трентевіс Фрайдей США                                                                                          | 20,04w        | Дівайн Одудуру Нігерія                                      | 20,25w         | Майкл О'Гара Ямайка                                                                                      | 20,31w         |
| 400 метрів                     | Мачел Седеніо Тринідад і Тобаго                                                                                | 45,13 WU20R   | Като Нобуя Японія                                           | 46,17          | Аббас Аббас Бахрейн                                                                                      | 46,20          |
| 800 метрів                     | Альфред Кіпкетер Кенія                                                                                         | 1.43,95 WU20L | Джошуа Масіконде Кенія                                      | 1.45,14 PB     | Андреас Альмгрен Швеція                                                                                  | 1.45,65 NU20R  |
| 1500 метрів                    | Джонатан Сауе Кенія                                                                                            | 3.40,02 SB    | Абді Мугьядін Джибуті                                       | 3.41,38        | Гіларі Нгетич Кенія                                                                                      | 3.41,61 SB     |
| 5000 метрів                    | Йоміф Кеджелча Ефіопія                                                                                         | 13.25,19 PB   | Ясін Хаджі Ефіопія                                          | 13.26,21 PB    | Мозес Летоє Кенія                                                                                        | 13.28,11       |
| 10000 метрів                   | Джошуа Чептегей Уганда                                                                                         | 28.32,86      | Елвіс Чебой Кенія                                           | 28.35,20       | Ніколас Косімбей Кенія                                                                                   | 28.38,68       |
| 110 метрів з бар'єрами (99 см) | Вієм Белосян Франція                                                                                           | 12,99 WU20R   | Тайлер Мейсон Ямайка                                        | 13,06 AU20R    | Девід Омореджі Велика Британія                                                                           | 13,35          |
| 400 метрів з бар'єрами         | Джагіл Гайд Ямайка                                                                                             | 49,29 WU20L   | Алі Хаміс Хаміс Бахрейн                                     | 49,55 NU20R    | Тім Голмс США                                                                                            | 50,07          |
| 3000 метрів з перешкодами      | Барнабас Кіп'єго Кенія                                                                                         | 8.25,57       | Тітус Кіб'єго Кенія                                         | 8.26,15        | Еванс Чематот Бахрейн                                                                                    | 8.32,61 PB     |
| 4×100 метрів                   | США Джален Міллер Трейвон Бромелл Кендал Вільямс Трентевіс Фрайдей Террі Джерніган (забіг) Майкл Веллс (забіг) | 38,70 WU20L   | Японія Кавакамі Такуя Кірю Йосіхіде Койке Юкі Морі Масахару | 39,02          | Ямайка Рахім Робінсон Майкл О'Гара Едвард Кларк Джевон Мінзі Васім Вільямс (забіг) Рахім Чамберс (забіг) | 39,12          |
| 4×400 метрів                   | США Джозефус Лайлс Тайлер Браун Рікі Морган Майкл Черрі Майлз Періш (забіг)                                    | 3.03,31 WU20L | Японія Джуліан Волш Юі Кайсей Кітагава Такамаса Като Нобуя  | 3.04,11 AU20R  | Ямайка Твейн Крукс Мартін Менлі Нетон Аллен Джагіл Гайд Айвен Генрі (забіг)                              | 3.04,47        |
| Ходьба 10000 метрів            | Мацунага Дайсуке Японія                                                                                        | 39.27,19 CR   | Дієго Гарсія Іспанія                                        | 39.51,59 NU20R | Паоло Юрівілька Перу                                                                                     | 40.02,07 NU20R |
|                                | |               |                                                             |                | |                |
| Стрибки у висоту               | Михайло Акіменко Росія                                                                                         | 2,24 PB       | Дмитро Набоков Білорусь                                     | 2,24 PB        | У Сангйок Південна Корея                                                                                 | 2,24 PB        |
| Стрибки з жердиною             | Аксель Шапель Франція                                                                                          | 5,55 WU20L    | Данило Котов Росія                                          | 5,50 PB        | Олег Цернікель Німеччина                                                                                 | 5,50 PB        |
| Стрибки у довжину              | Ван Цзянань КНР                                                                                                | 8,08          | Лінь Цін КНР                                                | 7,94           | Сірояма Сетаро Японія                                                                                    | 7,83w          |
| Потрійний стрибок              | Лазаро Мартінес Куба                                                                                           | 17,13 CR      | Макс Гесс Німеччина                                         | 16,55 PB       | Матеус де Са Бразилія                                                                                    | 16,47 NU20R    |
| Штовхання ядра (6 кг)          | Конрад Буковецький Польща                                                                                      | 22,06 WU20L   | Дензел Коменентія Нідерланди                                | 20,17 PB       | Брахім Дейс США                                                                                          | 20,01          |
| Метання диска (1,75 кг)        | Мартін Маркович Хорватія                                                                                       | 66,94 WU20L   | Геннінг Прюфер Німеччина                                    | 64,18 PB       | Свен Мартін Скагестад Норвегія                                                                           | 63,21          |
| Метання молота (6 кг)          | Ашраф Амжад Ельсейфі Катар                                                                                     | 84,71 WU20L   | Пастор Бенце Угорщина                                       | 79,99          | Ілля Терентьєв Росія                                                                                     | 76,31          |
| Метання списа                  | Гатіс Чакшс Латвія                                                                                             | 74,04 PB      | Матія Мухар Словенія                                        | 72,97          | Андріан Мардаре Молдова                                                                                  | 72,81          |
|                                | |               |                                                             |                | |                |
| Десятиборство (юніорське)      | Іржі Сікора Чехія                                                                                              | 8135 CR       | Седрік Дюблер Австралія                                     | 72,97 A20R     | Тім Новак Німеччина                                                                                      | 72,81 NU20R    |

### Юніорки
| Дисципліни                | Золото                                                                                                   | Золото         | Срібло | Срібло      | Бронза | Бронза      |
| ------------------------- | --- | -------------- | --- | ----------- | --- | ----------- |
| 100 метрів                | Діна Ашер-Сміт Велика Британія                                                                           | 11,23          | Анхела Теноріо Еквадор | 11,39       | Кайлін Вітні США | 11,45       |
| 200 метрів                | Кайлін Вітні США                                                                                         | 22,82          | Ірен Екелунд Швеція | 22,97       | Анхела Теноріо Еквадор                                                                                              | 23,15       |
| 400 метрів                | Кендалл Бейсден США                                                                                      | 51,85          | Гільда Касанова Куба | 52,59       | Олівія Бейкер США                                                                                                   | 53,00       |
| 800 метрів                | Маргарет Вамбуй Кенія                                                                                    | 2.00,49 PB     | Сахілі Діаго Куба | 2.02,11     | Джорджія Воссал Австралія                                                                                           | 2.02,71     |
| 1500 метрів               | Давіт Сеяум Ефіопія                                                                                      | 4.09,86        | Гудаф Цегай Ефіопія | 4.10,83     | Шейла Кетер Кенія                                                                                                   | 4.11,21 PB  |
| 3000 метрів               | Мері Кейн США                                                                                            | 8.58,48 PB     | Ліліан Ренгерук Кенія | 9.00,53     | Валентина Матейко Кенія                                                                                             | 9.00,79 PB  |
| 5000 метрів               | Алеміту Хероє Ефіопія                                                                                    | 15.10,08       | Алеміту Хаві Ефіопія | 15.10,46 PB | Агнес Джебет Тіроп Кенія                                                                                            | 15.43,12    |
| 100 метрів з бар'єрами    | Кенделл Вільямс США                                                                                      | 12,89 CR       | Діор Голл США | 12,92 PB    | Надін Віссер Нідерланди                                                                                             | 12,99 NU20R |
| 400 метрів з бар'єрами    | Шам'єр Літтл США                                                                                         | 55,66          | Шона Річардс Велика Британія                                                                                              | 56,16 NU20R | Джейд Міллер США | 56,22 PB    |
| 3000 метрів з перешкодами | Рут Джебет Бахрейн                                                                                       | 9.36,74        | Розефлін Чепнгетіч Кенія                                                                                                  | 9.40,28 PB  | Дейзі Джепкемей Кенія                                                                                               | 9.47,65     |
| 4×100 метрів              | США Тіна Деніелс Аріана Вашингтон Джада Мартін Кайлін Вітні Кай Вестбрук (забіг)                         | 43,46 WU20L    | Ямайка Сашалі Форбс Кедіша Даллас Сакукін Кемерон Наталія Вайт Шимайра Вільямс (забіг) Шаніс Боннер (забіг)               | 43,97       | Німеччина Ліза Марі Кває Ліза Маєр Джина Люкенкемпер Шанталь Бутцек                                                 | 44,65       |
| 4×400 метрів              | США Шам'єр Літтл Олівія Бейкер Шакіма Вімблі Кендалл Бейсден Фелісія Мейджорс (забіг) Алія Барнс (забіг) | 3.30,42 WU20L  | Велика Британія Шона Річардс Лорен Блікен Сабріна Бакаре Черіс Гілтон Лавіаї Нільсен (забіг) Нікіта Кемпбелл-Сміт (забіг) | 3.32,00 SB  | Німеччина Лаура Мюллер Ганна Мергентгалер Лаура Глеснер Анн-Катрін Копф Ноелія Шеніг (забіг) Елені Фромманн (забіг) | 3.33,02 SB  |
| Ходьба 10000 метрів       | Анежка Драготова Чехія                                                                                   | 42.47,25 WU20R | Ван На КНР | 44.02,64 PB | Ні Юаньюань КНР | 44.16,72 PB |
|                           | |                | |             | |             |
| Стрибки у висоту          | Морган Лейк Велика Британія                                                                              | 1,93           | Міхаела Груба Чехія | 1,91 NU20R  | Ірина Ілієва Росія                                                                                                  | 1,88        |
| Стрибки з жердиною        | Альона Лутковська Росія                                                                                  | 4,50 CR        | Дезіре Фраєр США | 4,45 AU20R  | Еліза Маккартні Нова Зеландія                                                                                       | 4,45 NU20R  |
| Стрибки у довжину         | Акела Джонс Барбадос                                                                                     | 6,34           | Надя Акпана-Асса Норвегія                                                                                                 | 6,31        | Маріса Лузоло Німеччина                                                                                             | 6,24        |
| Потрійний стрибок         | Ругі Діалло Франція                                                                                      | 14,44w         | Льядагміс Повея Куба | 14,07w      | Лі Сяохун КНР | 14,03w      |
| Штовхання ядра            | Го Тяньцянь КНР                                                                                          | 17,71          | Рейвен Сондерс США | 16,63       | Емель Дерелі Туреччина                                                                                              | 16,55       |
| Метання диска             | Ізабелла да Сілва Бразилія                                                                               | 58,03 WU20L    | Валарі Олман США | 56,75       | Навжит Діллон Індія                                                                                                 | 56,36 PB    |
| Метання молота            | Альона Шамотіна Україна                                                                                  | 66,05          | Дьюрац Река Угорщина | 64,68       | Іліана Коросіду Греція                                                                                              | 63,67       |
| Метання списа             | Катерина Старигіна Росія                                                                                 | 56,85 SB       | Софі Флінк Швеція | 56,70       | Сара Колак Хорватія                                                                                                 | 55,74       |
|                           | |                | |             | |             |
| Семиборство               | Морган Лейк Велика Британія                                                                              | 6148 PB        | Йоргеліс Родрігес Куба | 6006        | Надін Віссер Нідерланди                                                                                             | 5948        |

## Медальний залік
| Місце                | Країна               | Золото | Срібло | Бронза | Загалом |
| -------------------- | -------------------- | ------ | ------ | ------ | ------- |
| 1                    | США                  | 11     | 5      | 5      | 21      |
| 2                    | Кенія                | 4      | 5      | 7      | 16      |
| 3                    | Ефіопія              | 3      | 3      | 0      | 6       |
| 4                    | Велика Британія      | 3      | 2      | 1      | 6       |
| 5                    | Росія                | 3      | 1      | 2      | 6       |
| 6                    | Франція              | 3      | 0      | 0      | 3       |
| 7                    | КНР                  | 2      | 2      | 2      | 6       |
| 8                    | Чехія                | 2      | 1      | 0      | 3       |
| 9                    | Куба                 | 1      | 4      | 0      | 5       |
| 10                   | Японія               | 1      | 3      | 2      | 6       |
| 11                   | Ямайка               | 1      | 2      | 3      | 6       |
| 12                   | Бахрейн              | 1      | 1      | 2      | 4       |
| 13                   | Бразилія             | 1      | 0      | 1      | 2       |
| 13                   | Хорватія             | 1      | 0      | 1      | 2       |
| 15                   | Барбадос             | 1      | 0      | 0      | 1       |
| 15                   | Катар                | 1      | 0      | 0      | 1       |
| 15                   | Латвія               | 1      | 0      | 0      | 1       |
| 15                   | Польща               | 1      | 0      | 0      | 1       |
| 15                   | Тринідад і Тобаго    | 1      | 0      | 0      | 1       |
| 15                   | Уганда               | 1      | 0      | 0      | 1       |
| 15                   | Україна              | 1      | 0      | 0      | 1       |
| 22                   | Німеччина            | 0      | 2      | 5      | 7       |
| 23                   | Швеція               | 0      | 2      | 1      | 3       |
| 24                   | Угорщина             | 0      | 2      | 0      | 2       |
| 25                   | Нідерланди           | 0      | 1      | 2      | 3       |
| 26                   | Австралія            | 0      | 1      | 1      | 2       |
| 26                   | Еквадор              | 0      | 1      | 1      | 2       |
| 26                   | Норвегія             | 0      | 1      | 1      | 2       |
| 29                   | Іспанія              | 0      | 1      | 0      | 1       |
| 29                   | Білорусь             | 0      | 1      | 0      | 1       |
| 29                   | Джибуті              | 0      | 1      | 0      | 1       |
| 29                   | Нігерія              | 0      | 1      | 0      | 1       |
| 29                   | Словенія             | 0      | 1      | 0      | 1       |
| 34                   | Індія                | 0      | 0      | 1      | 1       |
| 34                   | Греція               | 0      | 0      | 1      | 1       |
| 34                   | Молдова              | 0      | 0      | 1      | 1       |
| 34                   | Нова Зеландія        | 0      | 0      | 1      | 1       |
| 34                   | Перу                 | 0      | 0      | 1      | 1       |
| 34                   | Південна Корея       | 0      | 0      | 1      | 1       |
| 34                   | Туреччина            | 0      | 0      | 1      | 1       |
| Загалом (40 збірних) | Загалом (40 збірних) | 44     | 44     | 44     | 132     |